# Ичуань (Лоян)
Ичуа́нь (кит. упр. 伊川, пиньинь Yīchuān) — уезд городского округа Лоян провинции Хэнань (КНР).

## История
При империи Хань в 191 году до н. э. был создан уезд Синьчэн (新城县). При империи Восточная Вэй он был поднят в статусе до округа Ичуань (伊川郡). При империи Суй округ был расформирован, и был создан уезд Ичуань, впоследствии присоединённый к уезду Лоян (洛阳县). При империи Сун были созданы уезды Иян (伊阳县) и Ицюэ (伊阙县); впоследствии уезд Ицюэ был присоединён к уезду Иян. В 1139 году уезд был повышен в ранге, став областью Шуньчжоу (顺州). После того, как эти места вошли в состав чжурчжэньской империи Цзинь, область Шуньчжоу была переименована в Сунчжоу (嵩州). После образования империи Мин область была в 1369 году понижена в ранге — так появился уезд Сунсянь.
В 1927 году на стыке уездов Лоян, Дэнфэн, Иян (伊阳县) и Линьжу был создан уезд Цзыю (自由县), а на стыке уездов Лоян, Сунсянь, Иян (伊阳县) и Иян (宜阳县) — уезд Пиндэн (平等县). В 1932 году уезды Цзыю и Пиндэн были объединены в уезд Ичуань.
В 1949 году был образован Специальный район Лоян (洛阳专区), и уезд вошёл в его состав. В 1969 году Специальный район Лоян был переименован в Округ Лоян (洛阳地区). В 1986 году округ Лоян был расформирован, и уезд вошёл в состав городского округа Лоян.

## Административное деление
Уезд делится на 9 посёлков и 5 волостей.